# إدموندو
إدموندو (بالبرتغالية:Edmundo Alves de Souza Neto) هو ألفيس ادموندو دي سوزا نيتو ، ولد في 2 أبريل 1971 في نيتيروي في البرازيل، لاعب كرة قدم برازيلي سابق، شارك مع منتخب بلاده في كأس العالم 1998 .

## روابط خارجية
- إدموندو على موقع الاتحاد الدولي (مؤرشف)  (الإنجليزية)
- إدموندو على موقع رابطة كرة القدم اليابانية للمحترفين (اليابانية)
- إدموندو على موقع قاعدة بيانات كرة القدم.إي يو (الإنجليزية)
- إدموندو على موقع ليكيب (الفرنسية)
- إدموندو على موقع ناشيونال فوتبول تيمز (الإنجليزية)
- إدموندو على موقع Soccerway.com (الإنجليزية)
- إدموندو على موقع عالم كرة القدم.نت (الإنجليزية)